# Апарат збагачувальний
Апарат збагачувальний (рос. аппарат обогатительный, англ. concentrating vehicle, ore(coal)-dressing apparatus, нім. Aufbereitungsgerät, Aufbereitungsanlage) — машина, механізм або пристрій, у якому доцільно здійснюється зміна якості, складу чи агрегатного стану корисних копалин, а також розділення її на два чи більше продуктів, що відрізняються за крупністю, вмістом корисного компонента або співвідношенням твердої речовини і рідини. Практично все збагачувальне обладнання підпадає під поняття апарат, за винятком суто механічних пристроїв (грохот, дробарка, сито, жолоб, пробовідбирач тощо).